# Valdaj
Valdaj (russisk: Валда́й) er en russisk by og administrativt centrum i Valdajskij distriktet i Novgorod oblast i Rusland. Byen er beliggende på den sydvestlige bred af Valdajsøen, den største af søerne i søsystemet i Valdajhøjderne nær motorvej M10, der forbinder Moskva og Sankt Petersborg. Ved folketællingen i 2010 havde byen en befolkning på 16.098 indbyggere.
Byen er i dag kendt for at huse et større bygningskompleks tilhørende Ruslands præsident.

## Historie
Byen nævnes første gang i en krønike fra 1495. På det tispunkt var byen en dels af Derevskaja Pjatina under Republikken Novgorod. Byen voksede, da der blev etableret veje, der forbandt Novgorod md det centrale Rusland og ved grundlæggelsen af Valdaj Iverskij klosteret i 1653, der blev et betydende kulturelt centrum. Klosteret ligger på en af øerne i Valdajsøen.
Området blev under Peter den Stores reformer i begyndelsen af 1700-tallet lagt under Ingermanland guvernement, senere Sankt Petersborg guvernement og senere igen Novgorod guvernement. Med placeringen på vejen mellem Moskva og Sankt Petersborg blev Valdaj et vigtigt handelscentrum. Byen blev førende indenfor fremstilling af kirkeklokker og blev en vigtig pilgrimdestination.
Valdaj lå tæt ved østfronten under 2. verdenskrig, men blev aldrig besat af aksemagterne. Den 5. juli 1944 blev Valdayskij distriktet en del af det nye Novgorod oblast. Byen er administrativt centrum i Valdajskij distrikt.

## Økonomi og transport
Industrien i området er i vidt omfang baseret på skovdrift og fødevareindustri. Der er tillgie industri inden for optiske instrumenter og pumper.
Der er jernbaneforbindelse med godstog til Bologoje, Pskov og Kresttsy. Byen er tæt ved M10-motorvejen, der forbinder Moskva og Sankt Petersborg.

## Kultur og turisme
Valdaj er en populær turistdestination i centrum af Valdayskij nationalpark i den nordlige del af Valdajhøjderne.
Valdaj indeholder 43 kulturelle minder af føderal betydning og 74 genstande, der er klassificeret som værende af lokal kulturel og historisk betydning.

## Residens for Ruslands præsident
Tæt på byen ved bredden af Valdajsøen er opført en residens for Ruslands præsident. Bygningskomplekset er sikret og en stor del af søen er spærret af for sejlere og svømmere. Residensen var ofte besøgt af præsident Boris Jeltsin og er Vladimir Putins favoritsted. Stedet benævnes også Putins Datja. Komplekset blev opført i 1980 i sovjettiden.

## Galleri
- Katedralen i den gamle bydel
- Troitskijkatedralen
- Troitskijkatedralen indefra
- Iverskijklosteret
- Huse i den gamle del
- Byens torv